# アスパラソバージュ

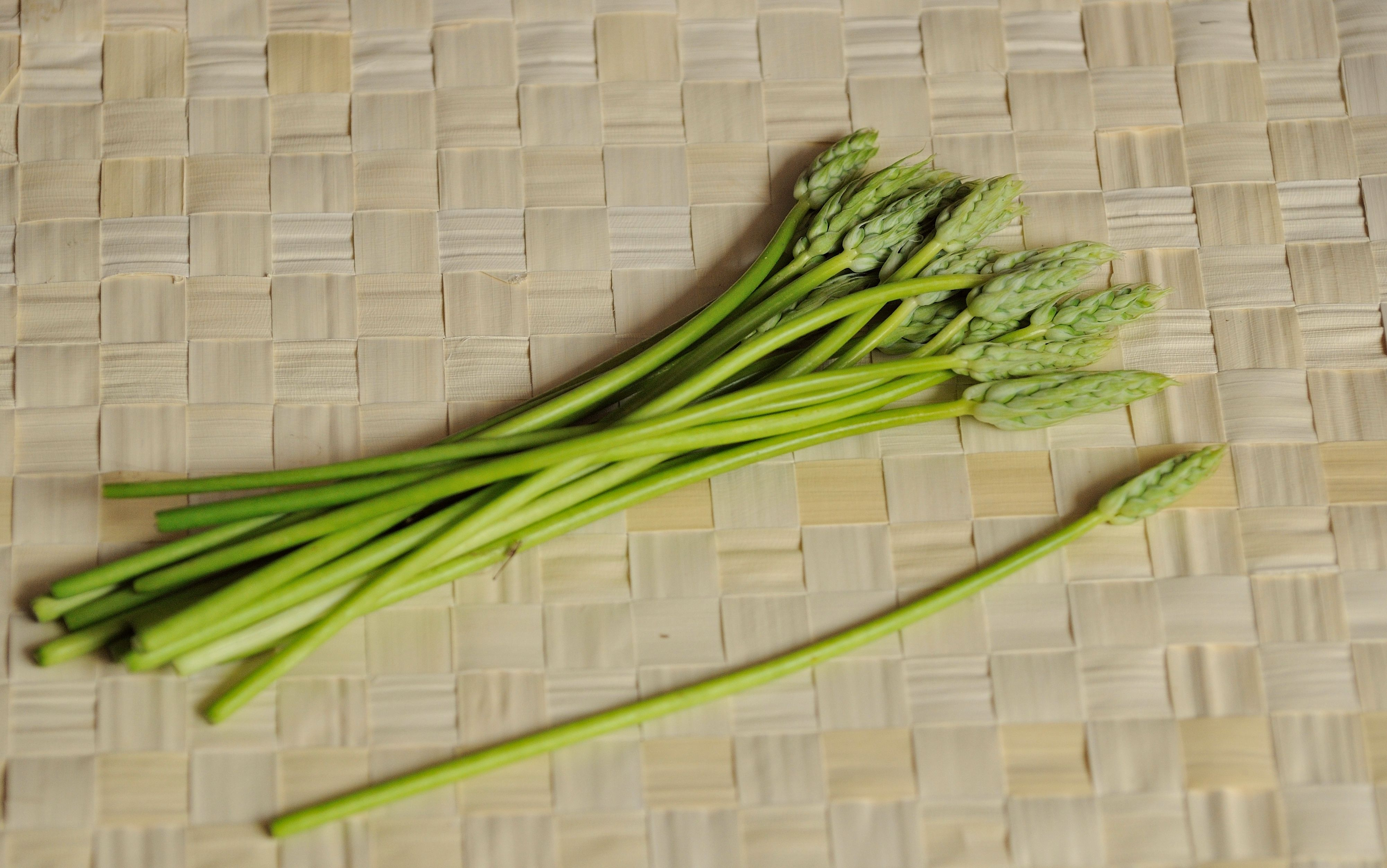
食用のアスパラソバージュ

アスパラソバージュ（仏：asperge des bois）はオルニトガルム・ピレナイクム（学名：Ornithogalum pyrenaicum）の食用となる若芽の名称。同じキジカクシ科であり、アスパラガスという名前がついているが、アスパラガス属（クサスギカズラ属）ではなく、オオアマナ属に分類される。
本稿では野菜として供されるアスパラソバージュ、および植物としてのオルニトガルム・ピレナイクムの両方について述べる。

## 名称
野菜としてのアスパラソバージュは『森のアスパラガス』 (仏: asperge des bois)とも呼ばれる。フランス語ではほかに Aspergette とも呼ばれる。
本種オルニトガルム・ピレナイクムの英名は、Prussian asparagus（プロイセンのアスパラガス）、Bath asparagus（バスアスパラガス）、Pyrenees star of Bethlehem（ピレネーのベツレヘムの星）、spiked star of Bethlehem（尖ったベツレヘムの星）とも呼ばれる。イギリスでバスアスパラガスと呼ばれる由来はイングランド南西部のバース地方（Bath）の特産物だったからともいわれている。

### 学名
学名の Ornithogalum pyrenaicum はピレネー山脈のオオアマナ属の意。1753年、カール・フォン・リンネによって著書『Species Plantarum』に記載された。
属名の Ornithogalum はギリシア語で鳥を意味する ὄρνις (ornis)の単数属格形 ὄρνιθος (ornithos)と牛乳を意味する γάλα (gala)の合成語（ギリシア語名詞 ὀρνιθόγαλον に由来する）で、花の白い色に由来すると考えられている。また、この属のある種の花が鳥の糞に似ているからともいわれる。 種形容語 pyrenaicumは「ピレネー山脈の」を意味するラテン語形容詞 pyrenaicus の中性単数主格形で、フランスとスペインの国境に聳えるピレネー山脈の周辺に分布していることから名付けられた。
以下のように多くのシノニムがある。
- Anthericum sulphureum Waldst. & Kit.
- Beryllis pyrenaica (L.) Salisb. nom. inval.
- Hyacinthus sulphureus (Waldst. & Kit.) E.H.L.Krause nom. illeg.
- Loncomelos pallidum (Salisb.) Speta
- Loncomelos pyrenaicum (L.) J.Holub
- Loncoxis sulphurea (Waldst. & Kit.) Raf.
- Ornithogalum asphodeloides Schur
- Ornithogalum flavescens Lam. nom. illeg.
- Ornithogalum granatense Pau
- Ornithogalum melancholicum Klokov ex Krasnova
- Ornithogalum ochroleucum Montandon
- Ornithogalum pallidum Salisb.
- Ornithogalum racemosum Gaterau
- Ornithogalum sulphureum (Waldst. & Kit.) Schult. & Schult.f.
- Parthenostachys pyrenaica (L.) Fourr.
- Phalangium sulphureum (Waldst. & Kit.) Poir.
- Scilla sylvestris Savi
- Stellaris erecta Moench

### 名称の混同
本種はフランス語では『アスペルジュ・ソバージュ asperge sauvage』（野生のアスパラガスの意）ではなく、『アスペルジュ・デ・ボワ asperge des bois』（森のアスパラガスの意）と呼ばれている。フランス語での『asperge sauvage』はオオアマナ属ではなく、アスパラガスと同じくキジカクシ属の植物であるAsparagus acutifolius を指す。
しかし、日本語の文献やウェブサイトでは、両者の情報を混同して「アスパラソバージュ」として紹介される場合がある。

例えば、かつて存在した農林水産省の消費者相談ページでは、本種について
『フランス語でAsperge sauvage（アスペルジュ・ソバージュ）と言われ「野生のアスパラガス」を意味し、「森のアスパラガス」とも呼ばれています』
としていた。
一方で、両者は英語圏でも混同される例があり、Asparagus acutifoliusを指す『ワイルドアスパラガス wild asparagus』も、「アスパラソバージュ」の別名として流布している。さらに、フランスのカーニュ＝シュル＝メールにあるレストランでオーナーシェフを務める神谷隆幸によれば、両者はフランスにおいても混同がある。
| 学名                    | 画像 | フランス語表記   | 日本語表記                                                                                       | 特徴                                         |
| ----------------------- | ---- | ---------------- | ------------------------------------------------------------------------------------------------ | -------------------------------------------- |
| Ornithogalum pyrenaicum |      | asperge des bois | アスパラソバージュ アスペルジュソバージュ ワイルドアスパラガス 野生のアスパラガス                | 食用で供される時は茎部分に節がほとんどない   |
| Asparagus acutifolius   |      | asperge sauvage  | アスペルジュソバージュ アスパラソバージュ ワイルドアスパラガス 山アスパラガス 野生のアスパラガス | 一般的なアスパラガスと同様に茎部分に節がある |

## 形態
球根は長径34-50 (32-58) mm（ミリメートル）、短径26-36 (22-38) mmの卵形で、収縮根を生じ、通常は二次的な鱗芽 (secondary bulbil)を持たない。葉鞘が乾燥した薄皮は淡褐色で、球根の上10-20 mmが先細り、細い頸部となる。
葉は植物体の基部で4-7 (3-8)枚がロゼットとなる。葉の長さは40-75 (38-80) cm（センチメートル）、幅は0.7-0.9 (0.6-1.3) cmで、形は線形または先細りでわずかに竜骨があり、表面は無毛で白粉に覆われ、緑色でやや光沢があり、先端は枯れる。葉は花より前に出る性質 (proteranthous)を持つ。

### 花序と花
花序を除く花茎の長さは48-78 (46 - 85) cm、幅0.4-0.5 cmで直立し、滑らかでやや光沢があり、白粉に覆われる。花序は総状花序で非常に長く、頂端はピラミッド形となる。 花を除いた（ただし花梗は含める）長さは20-45 (16-51) cm、幅1.5-2.6 (0.7-3) cmで、25-55 (20-64)個の花をつける。
苞は8-15 (7-19)×2.5-3.7 (2-4) mmで、ふつう小花柄より短いか同じくらい、まれに少し長く、膜質で3脈がある。苞の形は卵形から披針形で、基部はかなり広く、頂端は剛毛で覆われ尖鋭形。小花柄は直立して開出し、下部の花では13-25 (9-29) mm、中間部では11-17 (8-19) mm、上部では3-7 (2-9) mmとなり、結実した小花柄は18-25 (18-29) mmで、直立して茎に沿う。
花の直径は18-23 mmで、わずかに芳香がある。花被片は6枚で、向軸側が黄色みがかり、背軸側では黄色みがかっているが中央に幅1-1.2 mmの緑色の帯があり、線形から線状披針形である。花被片は開花初期には縁が滑らかだが、成熟すると縁が曲がったり、うねったりするようになる。外花被片は長さ7-11 (7-12) mm、幅2-2.3 (1.3-3) mmなのに対し、内花被片は長さ7-10 (7-11) mm、幅2-2.5 (1.5-2.5) mmで、外花被片よりやや短く、幅が広い。雄蕊は6本で花被片の長さの1/2-2/3、花糸は白色で基部の半分が急に広がり、外側の花糸は長さ5-6 mm、径1.2-1.4 mmなのに対し、内側の花糸は長さ5.5-6.2 mm、径1.4-1.8 (1.2-1.8) mmで、外側のものよりもやや長く、幅が広い。葯は背着し、淡黄色で、裂開前の長さは3 mm、裂開後は長さ1.5-1.8 (1.5-2) mm、太さ0.7-0.8 (0.7-1.2) mm。子房は淡緑色で、長径2-2.5 (1.5-2.8) mm、短径1.5-2.5 (1.2-2.7) mmで、卵形、紡錘形または短い円筒形で、頂部は切形で、横断面は鈍3稜形、隔壁蜜腺がある。花柱は白っぽく糸状で2.5-3.5 (2-4) mm、柱頭はやや三稜で腺毛がある。

### 果実
淡褐色の蒴果は長径8-9 (7-9.5) mm、短径 5.5-6.5 (5-7) mmで、卵形から円筒形、断面は3角となり、3つに裂開する。種子は1蒴果あたり10-18 (6-20)個（平均 12.25個）、重さ5-7.5 mg（ミリグラム）で、長径2.5-3.1 (2.3-3.3) mm、短径1.6-2 (1.4-2.3) mm、角張り、不規則に潰れた形状をしている。外種皮は不規則な皺を作るか微細な網状で、種子の縁に小さな顆粒が散在することもある。

## 生態
多年草。花期は5月から6月、高地では7月にも開花する。果期は6月から8月にかけて。繁殖は種子による有性生殖が主で、花序ごとに多くの種子が作られる。稀に二次的な鱗芽（むかご）を作ることもあるが、栄養生殖は有性生殖に比べあまり重要ではない。
生育場所は森林、草地、河畔など、日陰を好む。主に酸性土壌に生育するが、他の種類の土壌でも観察される。
染色体数は 2n = 16、文献により2n = 16 + (O-2B)、2n = 24。Tornadore (1985)によると、本種は2倍体で染色体基本数はx=8である。

## 分布
Preston & Hill (1997)におけるSubmediterranean–Subatlantic species（亜地中海性～亜大西洋性の種）に区分される。ヨーロッパ、アフリカ北部から西アジアまでの地域に生息する。ギリシャ、トルコ、ロシア中・東部、モロッコからイギリス南部まで分布しているとされるが、分類学的に同種かは不確かである。ユーゴスラビア北部で最もよく見られる。
イベリア半島では、北部と西部で比較的よく見られるが、塩基性土壌が多く分布する東部や南東部、バレアレス諸島では生育しない。
イギリスは分布の北限に近く、主にウィルトシャー、サマセット、グロスタシャーのバース地方に分布している。また、ベッドフォードシャーでは Eaton Socon 付近、バークシャーでは Ashridge Wood に自生している。その他のシュロップシャー、サリー、サフォークなどの場所では、人為的に導入されたと考えられている。イギリスでは低地性の植物で、海抜180 m（メートル）以下に生息している。
西ヨーロッパや中央ヨーロッパの多くの地域では、局所的な集団に限定された希少種であり、ドイツのザールラントでは小集団のみで保全を要する。

## 栽培
ヨーロッパに広く自生しており、主にピレネー山脈近くで収穫される。
日本への輸入物はフランスからの冷蔵・冷凍ものが主で、栽培ものではなく自生しているものがほとんどである。

### 日本における栽培
日本では2000年頃、山形県酒田市の佐藤吉徳が農業新聞で掲載されていた記事をきっかけにし、独学で栽培を開始。2010年頃から収穫ができるようになった。
日本では種が入手可能で、栽培可能地域は全国となっている。前年の10月から11月に種をまく。翌春に発芽。3年目から収穫ができ、4月から6月に収穫がされる。流通時期が限られており供給量も少ないため、高級食材として高値で取引される。

## 食材として

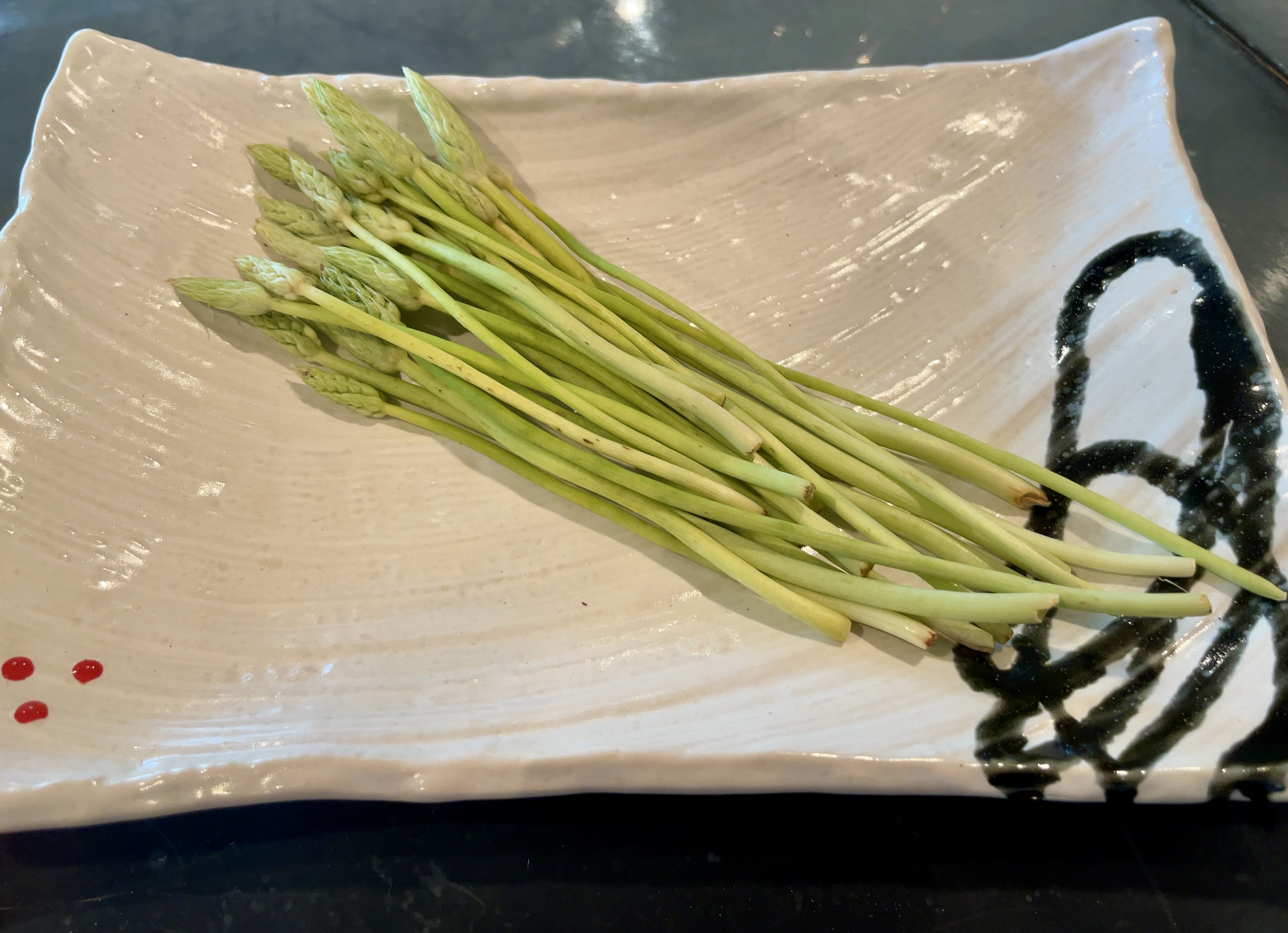
調理前のアスパラソバージュ

ヨーロッパでは山菜のような位置づけの春野菜とされる。色は黄緑色。アスパラガスにも似ているが、ツクシのような形状とも言われる。ニンニクの芽や花ニラのように若芽を食用とする。若芽を収穫しない場合、草丈は30 cmから60 cmになる。
歯触りはサクサクとし、わずかにぬめりや粘り気があり、やや苦みがある。旬は4月～5月頃。アスパラガスと違い皮をむかずに食べられる。
フランスではオムレツに、イタリアではパスタやリゾットなどに使う。2015年6月、改築を控えていたホテルオークラ東京本館にあるレストラン『ラ・ベル・エポック』では、ミシュラン一つ星のシェフであるフレデリック・シモナンとのフェアにおいて、冷製スープのいろどりにアスパラソバージュを使用した。

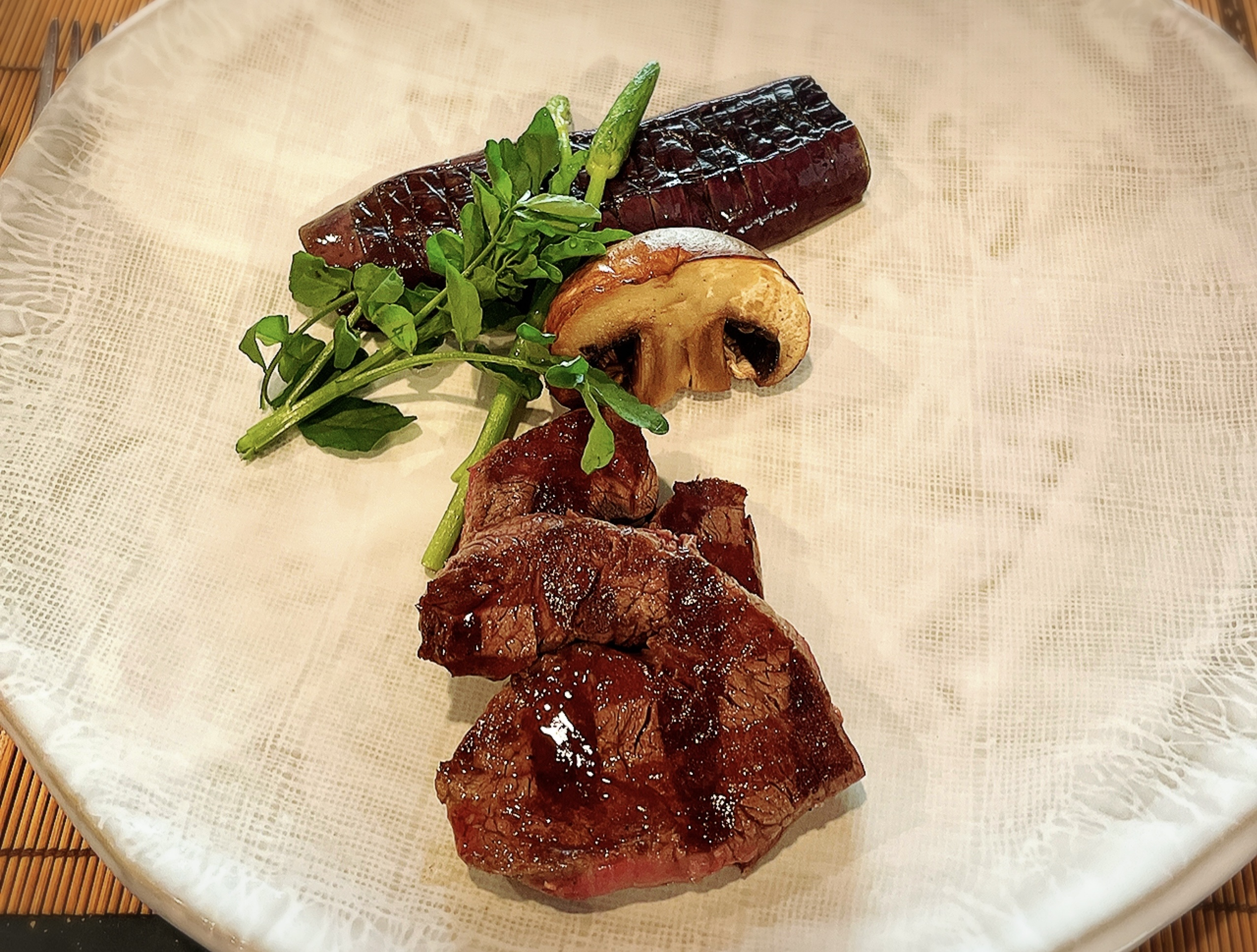
肉料理の付け合せに使われているアスパラソバージュ

料理例では、上記のスープのいろどりのほか、サラダ、パスタの具材、天ぷら、肉料理の付け合わせ、おひたしなどがあり、一般的には茹でる・炒めるなど加熱してから調理する。
フレンチのレシピではサラダ、タルト、カッペリーニでの下ごしらえにおいて、塩ゆでの後に氷水にさらす手順が含まれている。

### 栄養価
日本語のウェブサイトによれば、ビタミンA、ビタミンB1・B2、ビタミンC、ビタミンE、カルシウム、カリウム、リン、アスパラギン酸などが含まれる。